# زائر صحي
الزائر الصحي هو موضف مختص يعمل في مجال الصحة العامة ضمن البيئة المنزلية ، ويوجدون بشكل أساسي في البلدان ذات النظم الصحية الممولة من الدولة. إنهم متميزون عن ممرضات المناطق ، الذين يقدمون الرعاية الصحية السريرية ، محليًا.

## المَهام
الزائر الصحي معني بصورة رئيسية في المساعدة على ضمان ان السلوك المحلي للناس هو صحي ، نظافة ، ومفيد لرعاية أنفسهم وأسرهم، وخاصة لأطفالهم. كما يوحي اسمها ، فإنها تؤدي دورها في المجتمع ، من خلال زيارة منازل الأسرة ، لتقديم المشورة والدعم لجميع الفئات العمرية.
دورهم الرئيسي يتعلق بحماية الضعفاء ، لأنهم غالبا ما يكونون أول الخبراء الذين يدخلون المنازل لأفراد معرضين لخطر الإساءة والإهمال ، وخاصة الأطفال.
الفحص في عمر سنتين هو الآن جزء رئيسي من التغطية القياسية. إذا كان الزائر الصحي يشتبه في أن الأمور كانت خطيرة بما يكفي لتبرير تدابير حماية الطفل ، فمن مسؤوليته البدء في عملية التدخل. إن الدور المزدوج الذي تؤديه المشورة والتفتيش جعل بعض العائلات حذرة من الزائرين الصحيين ، على الرغم من تقديرهم لإمكاناتهم للمساعدة.
بالإضافة إلى ان عملهم مازال في السنوات الأولى ، بدأ الزائرون الصحيون الآن في تنفيذ خطط تعزيز الصحة مثل خدمات التوقف عن التدخين ، وتقديم برامج تطعيم معينة.
يتم تمثيل العديد من الزوار الصحيين مهنيًا من قبل رابطة اطباء المجتمع  والزائرين الصحيين ، وهي جزء من يونايت يونين .

## أعداد زوار الصحة
في عام 1977 كان هناك 10،623 زائر صحي في المملكة المتحدة. في عام 2015 ، كان هناك 12،292 في إنجلترا وويلز ، بزيادة من 10،046 في عام 2000.
في عام 2000 ، كان هناك 297 طفلًا دون سن الخامسة لكل زائر صحي ، وهو رقم ارتفع إلى 419 في عام 2011.